# Alan Stacey
Pour les articles homonymes, voir Stacey.
Alan Stacey (né le 29 août 1933 à Broomfield en Angleterre et mort le 19 juin 1960 sur le circuit de Spa-Francorchamps en Belgique) est un pilote automobile britannique.

## Biographie
Il a notamment participé à sept Grands Prix de championnat du monde de Formule 1. Il meurt en course lors du Grand Prix de Belgique en 1960, après avoir été heurté de plein fouet par un oiseau.
Stacey était un pilote d'un naturel calme et aimant la compagnie des autres pilotes, notamment Innes Ireland. Il courait sur des voitures équipées d'un accélérateur à main, rendu nécessaire par une prothèse à la jambe inférieure droite. Son style de pilotage, imposé par son infirmité, était très coulé. Afin d'assouvir sa passion de la course automobile, il a souvent dû déjouer les contrôles médicaux, notamment lors des tests d'engagement aux 24 Heures du Mans où, avec la complicité de ces camarades, il détournait l'attention du médecin pour toujours présenter sa jambe valide au test des réflexes.

## Carrière de pilote

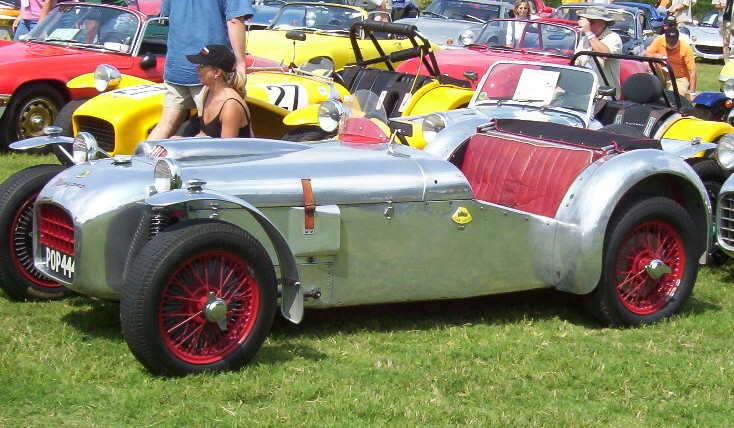
Alan Stacey débute en compétition automobile au volant d'une Lotus Mark VI

Alan Stacey commence sa carrière en sports mécaniques par la pratique du trial motocycliste. Il abandonne la discipline à dix-sept ans après un accident dans lequel il perd sa jambe droite. Il se reconvertit en sport automobile et, à cause de sa prothèse, pilote à l'aide d'un accélérateur spécial constitué d'une poignée de gaz de moto fixée sur le levier de vitesses.
Il choisit de construire ses propres voitures de course, une Lotus Mark VI (en) remplacée par une Lotus Eleven, à partir de kits commercialisés par Lotus Cars. Cette Lotus Mark VI a été rachetée par sa famille et entièrement restaurée par les amis du pilote, dont Ian Bentall, les membres du Bentley Club, du VSCC et du Historic Grand Prix Drivers Association. La voiture participe régulièrement à des exhibitions sur circuit lors de rencontres de passionnés de l'histoire de la course automobile.
En 1955, alors qu'il pilote sa Lotus Eleven dans diverses compétitions locales, il est repéré par Colin Chapman, fondateur de Lotus Cars, qui le recrute au sein de son écurie officielle Team Lotus dans la catégorie « sport ». Après deux victoires en voitures de sport à Crystal Palace et Brands Hatch, Chapman titularise Stacey dans son écurie, lui confiant notamment le développement de sa nouvelle voiture « sport » Lotus 17, extrêmement compacte.
Entre 1958 et 1960, il participe à sept Grands Prix de Formule 1 au volant de Lotus 16 et Lotus 18 et devient le coéquipier de Graham Hill, Innes Ireland et Cliff Allison, rejoints par John Surtees et Jim Clark en 1960. Il dispute son premier Grand Prix, le  Grand Prix automobile de Grande-Bretagne 1958, à domicile. Parti du fond de la grille, il abandonne sur surchauffe moteur deux tours après Hill, victime de la même mésaventure. Allison abandonne lui aussi, deux tours plus tard, pour la même raison. Cette course est la seule épreuve de Formule 1 qu'il dispute en 1958.
En 1959, toujours à bord d'une Lotus, Stacey se classe huitième au Grand Prix de Grande-Bretagne à Aintree, juste devant son leader Graham Hill, ce qui reste son meilleur résultat en championnat du monde. Victime d'une casse d'embrayage, il abandonne dès les premiers tours du Grand Prix des États-Unis. La même année, il est inscrit pour deux épreuves de Formule 1 hors championnat mais n'en prend pas le départ.
En 1960, il dispute trois épreuves hors-championnat. Il abandonne au Grand Prix de Buenos Aires, auquel il participe à titre privé au volant d'une Maserati 250F. Il reprend sa voiture officielle, la nouvelle Lotus 18, au Glover Trophy, mais abandonne à nouveau. Il se classe quatrième du BRDC International Trophy. En championnat du monde, il pilote en début de saison la Lotus 16 mais, épuisé, renonce au vingt-quatrième tour du Grand Prix d'Argentine. Au volant de la Lotus 18, il prend le départ du Grand Prix de Monaco et abandonne au quart de la course sur casse moteur. Le Grand Prix suivant, disputé à Zandvoort, est l'occasion de jolies passes d'armes avec son coéquipier et ami Innes Ireland ; il est proche de monter sur le podium mais la transmission de sa Lotus le trahit.

## Tragédie du Grand Prix de Belgique

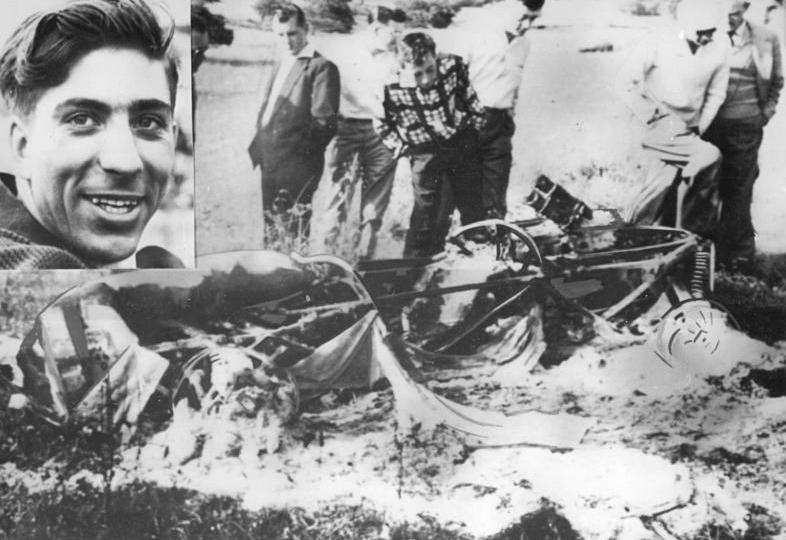
Alan Stacey s'est tué lors du Grand Prix de Belgique en 1960, après avoir heurté de plein fouet un oiseau.

Lors du Grand Prix de Belgique 1960, à Spa-Francorchamps, Stacey pilote la Lotus 18, identique à celle dans laquelle Stirling Moss a failli se tuer lors des essais. Au vingt-cinquième tour, Stacey est heurté au visage par un oiseau alors qu'il est sixième et roule à plus de 190 km/h. La Lotus termine sa course après avoir traversé un talus et prend feu immédiatement. L'accident survient quelques minutes après celui qui coûte la vie à Chris Bristow, un autre espoir britannique.
Innes Ireland, ami intime de Stacey, dévoile, dans un article paru dans les années 1980, que des spectateurs présents le jour du drame ont constaté que l'oiseau s'est envolé juste au passage du pilote alors que celui-ci approchait de la courbe, occasionnant à tout le moins la perte de contrôle.

## Résultats en championnat du monde de Formule 1
| Saison | Écurie     | Châssis           | Moteur            | Pneus  | GP disputés | Points inscrits | Classement |
| ------ | ---------- | ----------------- | ----------------- | ------ | ----------- | --------------- | ---------- |
| 1958   | Team Lotus | Lotus 16          | Climax 4 en ligne | Dunlop | 1           | 0               | n.c.       |
| 1959   | Team Lotus | Lotus 16          | Climax 4 en ligne | Dunlop | 2           | 0               | n.c.       |
| 1960   | Team Lotus | Lotus 16 Lotus 18 | Climax 4 en ligne | Dunlop | 4           | 0               | n.c.       |